# Jacopo Peri
Jacopo Peri (ur. 20 sierpnia 1561 w Rzymie, zm. 12 sierpnia 1633 we Florencji) – włoski śpiewak i kompozytor, należący do Cameraty florenckiej. Uczeń Cristofano Malvezziego, od 1591 – pierwszy kierownik muzyczny na dworze Medyceuszy we Florencji. Jego opera – Dafne z 1598 roku otwiera w muzyce barok. Była ona pierwszą operą w historii światowej muzyki, jednak pierwszą zachowaną operą kompozytora jest Eurydyka (Euridice) z roku 1600. Inne dzieła Periego to: opera Arianna, balety, intermedia i madrygały.